# Chris Wedge
John Christian Wedge (Binghamton, Nueva York, 20 de marzo de 1957) es un animador, diseñador, director de cine, actor de voz, productor de cine, guionista y caricaturista estadounidense. Conocido por su trabajo en la franquicia de Ice Age, y las películas Robots y Epic. Es cofundador del estudio de animación Blue Sky Studios.

## Educación y carrera
Wedge estudió en la Fayetteville-Manlius High School, y se graduó en 1975. Recibió un BFA de cine en la State University of New York en Purchase, Nueva York, en 1981. Ha enseñado animación en la School of Visual Arts de Nueva York. Wedge es cofundador y vicepresidente de Blue Sky Studios, uno de los principales estudios de animación por ordenador, a su vez productora de las películas de Wedge. Se ha dado a conocer en varias entrevistas que Wedge tiene amistad con John Lasseter, pionero de la animación moderna, y cofundador de Pixar, se conocieron en el desarrollo de Tron.

## Filmografía
| 1985 | Tuber's Two-Step               | Sí   |    |    |    |                      |
| 1987 | Balloon Guy                    | Sí   |    |    |    |                      |
| 1990 | The Mind's Eye                 |      |    | Sí |    |                      |
| 1998 | Bunny                          | Sí   | Sí |    |    |                      |
| 2002 | Ice Age                        | Sí   |    |    | Sí | Voz de Scrat         |
| 2002 | Gone Nutty                     |      |    | Sí | Sí | Voz de Scrat         |
| 2005 | Robots                         | Sí   |    |    | Sí | Voz en teléfono      |
| 2006 | Ice Age: The Meltdown          |      |    | Sí | Sí | Voz de Scrat         |
| 2006 | No Time for Nuts               |      |    | Sí | Sí | Voz de Scrat         |
| 2008 | Dr. Seuss' Horton Hears a Who! |      |    | Sí |    |                      |
| 2008 | Surviving Sid                  |      |    | Sí | Sí | Voz de Scrat         |
| 2008 | Surviving Sid                  |      |    | Sí | Sí | Voz de Scrat         |
| 2009 | Ice Age: Dawn of the Dinosaurs |      |    | Sí | Sí | Voz de Scrat         |
| 2011 | Río                            |      |    | Sí | Sí | Voces Acondicionales |
| 2012 | Ice Age: Continental Drift     |      |    | Sí | Sí | Voz de Scrat         |
| 2013 | Epic                           | Sí   |    |    | Sí | Voces Acondicionales |
| 2014 | Rio 2                          |      |    | Sí | Sí | Voces Acondicionales |
| 2016 | Ice Age: Collision Course      |      |    | Sí | Sí | Voz de Scrat         |
| 2017 | Monster Trucks                 | Sí   |    |    |    |                      |
| 2026 | Ice Age 6                      | ???? |    |    | Sí | Voz de Scrat         |

## Trabajos más destacados
En 1982 Wedge trabajó para MAGI/SynthaVision, donde fue el principal animador de la película de Disney Tron, acreditado como animador-programador. Otros de sus trabajos incluyen la película Where the Wild Things Are (1983), Dinosaurio Bob, George Shrinks y Santa Calls. En 1998 fue premiado con un Óscar por el corto animado Bunny. También ha sido la voz de Scrat durante la saga de Ice Age, además de dirigirla.

## Premios y distinciones
Premios Óscar
| Año  | Categoría                   | Película | Resultado |
| ---- | --------------------------- | -------- | --------- |
| 1999 | Mejor cortometraje animado  | Bunny    | Ganador   |
| 2003 | Mejor película de animación | Ice Age  | Nominado  |

Annie awards
| Año  | Categoría                               | Película | Resultado |
| ---- | --------------------------------------- | -------- | --------- |
| 2013 | Mejor Dirección en una Película Animada | Epic     | Nominado  |
| 2003 | Mejor Dirección en una Película animada | Ice Age  | Nominado  |

Oberhausen International Short Film Festival
| Año  | Categoría                  | Película | Resultado |
| ---- | -------------------------- | -------- | --------- |
| 1999 | Mejor Cortometraje Animado | Bunny    | Ganador   |